# Красноселье (Речицкий район)
Красноселье (бел. Краснаселле) — упразднённый посёлок в Заспенском сельсовете Речицкого района Гомельской области Беларуси.

## География

### Расположение
В 14 км на юг от районного центра и железнодорожной станции Речица (на линии Гомель — Калинковичи), 64 км от Гомеля.

## Транспортная сеть
Транспортные связи по просёлочной, затем автомобильной дороге Лоев — Речица. Планировка состоит из короткой широтной улицы, застроенной неплотно деревянными усадьбами.

## История
Обнаруженные археологами в окрестностях остовы поселения эпохи неолита свидетельствуют о заселении человекам этих мест с давних времён. Современный посёлок основан в начале XX века переселенцами из соседних деревень. Наиболее активная застройка приходится на 1920-е годы. В 1931 году организован колхоз. 12 жителей погибли на фронтах Великой Отечественной войны. Согласно переписи 1959 года в составе колхоза имени С. М. Кирова (центр — деревня Свиридовичи).
До 31 октября 2006 года в составе Свиридовичского сельсовета.
4 января 2017 года посёлок упразднён.

## Население

### Численность
- 2004 год — 9 хозяйств, 12 жителей.

### Динамика
- 1930 год — 20 дворов, 115 жителей.
- 1959 год — 124 жителя (согласно переписи).
- 2004 год — 9 хозяйств, 12 жителей.